# Nultý termodynamický zákon
Nultý termodynamický zákon říká, že když se teplota tělesa A rovná teplotě tělesa B a teplota tělesa B se rovná teplotě tělesa C, pak se teplota tělesa A rovná teplotě tělesa C. To má zásadní vliv na měření teploty – znamená to totiž, že lze porovnávat teploty dvou různých látek pomocí látky třetí. Třetí látkou je často rtuť či líh teploměru.
Stav vzájemné tepelné rovnováhy je vlastností tranzitivní. Pokud je těleso A v rovnovážném stavu s tělesem B a těleso B je v rovnovážném stavu s tělesem C, pak těleso A je v rovnovážném stavu s tělesem C.
Jiné znění: Jsou-li dvě a více těles v tepelné rovnováze s tělesem dalším, pak jsou všechna tato tělesa v rovnováze.